# Набоков, Илья Дмитриевич
Илья́ Дми́триевич Набо́ков (род. 27 марта 2003, Касли, Челябинская область) — российский хоккеист, вратарь. Обладатель Кубка Гагарина сезона 2023/24. Мастер спорта России (2025).

## Карьера
Начинал играть в хоккей в Каслях, с пяти лет стал заниматься в школе «Мечел» Челябинск. 
В конце 2014 года перешёл в магнитогорский «Металлург». В сезоне 2019/2020 дебютировал в составе команды МХЛ «Стальные лисы», проведя два матча, а в итоге отыграл 3 полноценных сезона. 
Летом 2022 года петербургский СКА предлагал обменять Набокова на Михаила Бердина, но «Металлург» отказался. 
29 ноября 2022 года дебютировал в КХЛ — в гостевом матче «Металлурга» против «Куньлунь Ред Стар» (6:1), где дважды заменял Василия Кошечкина.
В апреле 2024 года в составе команды хоккейного клуба «Металлург» стал обладателем Кубка Гагарина.
В декабре 2024 года в составе сборной России выиграл Кубок Первого канала и был признан лучшим вратарём турнира.

## Достижения

### Командные
- Обладатель Кубка Гагарина (2024)[6]

- Обладатель Кубка Первого канала (2024)

### Личные
- Стал автором самого «молодого» «сухаря» в истории Финалов Кубка Гагарина в возрасте 21 года и 24 дней, побив рекорд Ильи Сорокина на 2.5 года.[8]
- MVP плей-офф КХЛ 2023/2024[9]
- Самый молодой MVP плей-офф КХЛ в возрасте 21 года и 32 дней. Предыдущий рекорд принадлежал Илье Сорокину из ЦСКА (сезон 2018/2019, 23 года и 128 дней).[10]
- Признан лучшим новичком сезона КХЛ 2023/2024 [11] [12]